# Alberto Anglese
Alberto Anglese (fl. XX secolo) è stato un calciatore argentino, di ruolo centrocampista.

## Caratteristiche tecniche
Giocava come difensore sinistro o mediano sinistro.

## Carriera

### Club
Anglese esordì in massima serie argentina durante la Primera División 1927: la sua prima partita fu Excursionistas-Sportivo Buenos Aires del 22 maggio. Nella prima stagione assommò quattro presenze da difensore sinistro. Nel campionato 1928 scese in campo in venti occasioni, mentre nel Concurso Estímulo 1929 giocò un incontro. Nel 1930 fu impiegato in 24 delle 35 partite del torneo, sempre da mediano sinistro, ruolo che ricopriva già dal 1928. Giocò poi la Primera División 1932 con il River Plate, ottenendo una sola presenza. Nel 1935 giocò una partita nell'Argentino di Quilmes, in seconda serie.

## Palmarès

### Club

#### Competizioni nazionali
- Campionato argentino: 1

River Plate: 1932